# بوني فرانكلين
بوني فرانكلين (بالإنجليزية: Bonnie Franklin)‏ هي ممثلة أمريكية، ولدت في 6 يناير 1944 في سانتا مونيكا في الولايات المتحدة، وتوفيت في 1 مارس 2013 في لوس أنجلوس في الولايات المتحدة بسبب سرطان البنكرياس. من الجوائز التي نالتها جائزة المسرح العالمي سنة 1970.

## جوائز
- جائزة المسرح العالمي (1970)

## وصلات خارجية
- بوني فرانكلين على موقع IMDb (الإنجليزية)
- بوني فرانكلين على موقع ألو سيني (الفرنسية)
- بوني فرانكلين على موقع أول موفي (الإنجليزية)
- بوني فرانكلين على موقع قاعدة بيانات برودواي على الإنترنت (الإنجليزية)
- بوني فرانكلين على موقع قاعدة بيانات الأفلام السويدية (السويدية)
- بوني فرانكلين على موقع إن إن دي بي (الإنجليزية)
- بوني فرانكلين على موقع قاعدة بيانات الفيلم (الإنجليزية)
- بوني فرانكلين على موقع كينوبويسك (الروسية)